# Homer Brightman
Homer Brightman (1 de outubro de 1901 - Kirkland, 30 de janeiro de 1988) foi um roteirista americano que trabalhou para a Walt Disney Productions, Walter Lantz Productions, Metro-Goldwyn-Mayer, UPA, Larry Harmon Pictures, Cambria Productions e DePatie-Freleng Enterprises. 
Brightman também foi o escritor de piadas original da revista em quadrinhos do jornal Donald Duck, da Al Taliaferro, de 1938 a 1940, antes de Bob Karp assumir o comando.

## Filmografia
Homer Brightman trabalhou como escritor, exceto quando mencionado. 
- Syncopated Sioux (1940) (assistente de aimação)
- Saludos Amigos (Lake Titicaca) (1942)
- The Three Caballeros (1944)
- Old Sequoia (1945)
- Make Mine Music (Casey at the Bat) (1946)
- Dumb Bell of the Yukon (1946)
- Fun and Fancy Free (Mickey and the Beanstalk) (1947)
- Melody Time (1948)
- The Adventures of Ichabod and Mr. Toad (The Wind in the Willows) (1949)
- Cinderella (1950)
- The Great Who-Dood-It (1952)
- Buccaneer Woodpecker (1953)
- Operation Sawdust (1953)
- Maw and Paw (1953)
- Hypnotic Hick (1953)
- Belle Boys (1953)
- Hot Noon (or 12 O'Clock for Sure) (1953)
- Socko in Morocco (1954)
- Alley to Bali (1954)
- Under the Counter Spy (1954)
- Hot Rod Huckster (1954)
- Piggy's Dizzy Night (1954)
- A Fine Feathered Frenzy (1954)
- I'm Cold (1954)
- Witch Crafty (1955)
- Private Eye Pooch (1955)
- Bedtime Bedlam (1955)
- The Tree Medic (1955)
- Pigeon Holed (1956)
- The Ostrich Egg and I (1956)
- Room and Wrath (1956)
- Woodpecker from Mars (1956)
- Hold That Rock (1956)
- The Talking Dog (1956)
- Woody Meets Davy Crewcut (1956)
- Arts and Flowers (1956)
- Operation Cold Feet (1956)
- Give and Tyke (1957)
- Box Car Bandit (1957)
- Scat Cats (1957)
- To Catch a Woodpecker (1957)
- The Big Snooze (1957)
- Fowled-Up Party (1957)
- Fodder and Son (1957)
- Dopey Dick the Pink Whale (1957)
- Swiss Miss-Fit (1957)
- One Droopy Knight (1957)
- Misguided Missile (1958)
- Sheep Wrecked (1958)
- Watch the Birdie (1958)
- Salmon Yeggs (1958)
- Mutts About Racing (1958)
- His Better Elf (1958)
- Droopy Leprechaun (1958)
- Everglade Raid (1958)
- Tot Watchers (1958)
- A Chilly Reception (1958)
- Tree's a Crowd (1958)
- Three-Ring Fling (1958)
- Jittery Jester (1958)
- Little Televillain (1958)
- Witty Kitty (1959)
- Truant Student (1959)
- Robinson Gruesome (1959)
- Tomcat Combat (1959)
- Yukon Have It (1959)
- Log Jammed (1959)
- Bee Bopped (1959)
- The Tee Bird (1959)
- Romp in a Swamp (1959)
- Mouse Trapped (1959)
- Ballyhooey (1960)
- Billion Dollar Boner (1960)
- Bats in the Belfry (1960)
- Fish Hooked (1960)
- Fowled Up Falcon (1960)
- The Dick Tracy Show (TV series) (26 episodes) (1961)
- Poop Deck Pirate (1961)
- Rough and Tumble-Weed (1961)
- The Bird Who Came to Dinner (1961)
- Gabby's Diner (1961)
- Clash and Carry (1961)
- St. Moritz Blitz (1961)
- Franken-Stymied (1961)
- Mississippi Slow Boat (1961)
- Bozo: The World's Most Famous Clown (TV series) (52 episódios) (1962)
- Dumb Like a Fox (1964)
- Deep Freeze Squeeze (1964)
- Skin Folks (1964)
- Lighthouse-keeping Blues (1964)
- The New 3 Stooges (TV series) (1965)
- Sioux Me (1965)
- Pesty Guest (1965)
- Operation Shanghai (1966)
- Snow Place Like Home (1966)
- South Pole Pals (1966)
- Teeny Weeny Meany (1966)
- The Super 6 (TV series) (1 episode) (1966)
- Chilly Chums (1967)
- Chiller Dillers (1967)
- Highway Hecklers (1968)
- Project Reject (1969)
- Tumble Weed Greed (1969)
- Chilly and the Looney Gooney (1969)
- Ship a-Hoy Woody (1969)
- Prehistoric Super Salesman (1969)
- Sleepy Time Bear (1969)
- Little Skeeter (1969)